# 클로이 모리온도
클로이 모리온도(Chloe Moriondo, 2002년 9월 29일 ~ )는 미국의 싱어송라이터, 유튜버이다.

## 음반 목록

### 정규 음반
- Rabbit Hearted. (2018)
- Blood Bunny (2021)

### EP
- Spirit Orb (2020)